# Geodia micropunctata
Geodia micropunctata är en svampdjursart som beskrevs av R.W. Harold Row 1911. Geodia micropunctata ingår i släktet Geodia och familjen Geodiidae. Inga underarter finns listade i Catalogue of Life.